# Walter Kolneder
Walter Kolneder (* 1. Juli 1910 in Wels; † 30. Januar 1994 in Karlsruhe) war ein österreichischer Musikwissenschaftler und Bratschist.

## Leben und Wirken
Kolneder wurde 1910 in Oberösterreich geboren. Von 1925 bis 1935 studierte er Musik bei Bernhard Paumgartner (Dirigieren), Theodor Müller (Violine) und Friedrich Frischenschlager (Komposition) am Mozarteum in Salzburg. Außerdem besuchte er einen Meisterkurs für Bratsche bei Max Strub und war Mitglied des Mozarteumorchesters (1929–1936). Privat studierte er von 1927 bis 1929 Komposition bei Johann Nepomuk David in Wels. 1934/35 begann er ein musikwissenschaftliches Studium an der Universität Wien. 1936 wurde er Abteilungsleiter am Konservatorium des Musikvereins für die Steiermark und 1939 Dozent an der Staatlichen Hochschule für Musikerziehung in Graz-Eggenberg sowie Abteilungsleiter am Steirischen Landeskonservatorium.
In der Nachkriegszeit war er zunächst als Dirigent in Wels tätig. Von 1947 bis 1953 war er stellvertretender Solobratschist am städtischen Orchester in Innsbruck. Er setzte seine Studien bei Wilhelm Fischer an der Universität Innsbruck fort und wurde 1949 mit der Dissertation Die vokale Mehrstimmigkeit in der Volksmusik der österreichischen Alpenländer zum Dr. phil. promoviert.
Kolneder war von 1953 bis 1959 Direktor des Konservatoriums der Stadt Luxemburg. 1956 habilitierte er sich für das Fach Musikwissenschaften mit einer Arbeit über Antonio Vivaldi an der Universität des Saarlandes in Saarbrücken, wo er Privatdozent wurde. Von 1959 bis 1965 war er Leiter der Akademie der Tonkunst in Darmstadt. Ab 1960 lehrte er auch in Gießen. Zwischen 1966 und 1972 war er Rektor der Hochschule für Musik Karlsruhe. An der Universität Karlsruhe wurde er 1966 außerplanmäßiger Professor für Musikwissenschaften und begründete das Institut für Musikwissenschaft. 1974 wurde er emeritiert. Der Theaterregisseur Wolfgang Kolneder war sein Sohn.
Er beschäftigte sich u. a. mit der Geschichte und dem Repertoire des Violinspiels, mit Antonio Vivaldi und Anton Webern sowie mit der österreichischen Volksmusik. Außerdem gab er die Gesamtausgabe der Instrumentalmusik Tomaso Albinonis und andere barocke Instrumentalwerke des 17. und 18. Jahrhunderts sowie deren Bearbeitungen heraus.
Das „Johann Nepomuk David Archiv, Sammlung Dr. Bernhard A. Kohl, Stuttgart“ verfügt über einen Teilnachlass Kolneders (Korrespondenz, Notenmaterial, Bücher u. a.).

## Rolle im Nationalsozialismus
Am 27. Mai 1938 beantragte er die Aufnahme in die NSDAP und wurde rückwirkend zum 1. Mai desselben Jahres aufgenommen (Mitgliedsnummer 6.353.576).
Unter Hermann von Schmeidel wurde das Grazer Konservatorium ab Mitte der 1930er-Jahre im Sinne einer nationalsozialistischen Ausrichtung personell und ideologisch umgestaltet. So hat nicht nur „der größte Teil der Musikerziehung der Hitlerjugend und des Bundes Deutscher Mädel am Konservatorium stattgefunden beziehungsweise von dort seinen Ausgang genommen“, sondern auch neue Lehrkräfte kamen verstärkt dann zum Zuge, wenn sie Anhänger der NS-Ideologie waren. Kolneder wurde 1936 ebenfalls „im Sinne einer nationalsozialistischen Musikerziehung […] berufen“. Ein zentraler Bestandteil bei dieser Neuausrichtung der Musikerziehung waren die sogenannten „offenen Singstunden“, im Prinzip Treffen von illegalen Nationalsozialisten. Hier waren es „vor allem Ludwig Kelbetz, sein Bruder Friedrich Kelbetz und Walter Kolneder, die für die Offenen Singstunden verantwortlich zeichneten“. Als NSDAP-Mitglied wurde Kolneder 1939 zudem auch an die von den Nationalsozialisten nach dem Anschluss Österreichs neugegründete Hochschule für Musikerziehung in Graz-Eggenberg geholt. In der für die NS-Zeit typischen Postenakkumulation war er bereits 1938 Städtischer Musikbeauftragter für Graz geworden; seine Position am Konservatorium, jetzt Landesmusikschule, behielt er bei.
Nach 1945 konnte Kolneder seine Karriere ungebrochen fortsetzen. Wie gut die NS-Seilschaften noch funktionierten, zeigt unter anderem, dass Kolneder mit dem Leiter des während der NS-Diktatur umgebauten Steirischen Musikschulwerks, Felix Oberborbeck, nach 1945 stets in Kontakt blieb. So finden sich Nachrichten zum beruflichen Werdegang Kolneders nicht nur in den von Oberborbeck bis in die 1970er Jahre herausgegebenen „Eggenberger Chroniken“, die regelmäßig an ehemalige Studierende und Lehrkräfte der Hochschule für Musikerziehung Graz-Eggenberg verschickt wurden, sondern auch mehrfach im Nachlass von Oberborbeck.

## Auszeichnungen
- 1986: Kulturpreis des Landes Oberösterreich für Musik

## Werke
- Aufführungspraxis bei Vivaldi. Leipzig, VEB Breitkopf & Härtel 1955, Neuauflage Amadeus, Winterthur 1999, ISBN 3-905049-14-7.
- Das Buch der Violine. Atlantis Musikbuch, ISBN 3-254-00147-8.
- Die Solokonzertform bei Vivaldi (= Sammlung musikwissenschaftlicher Abhandlungen, 42), Heitz, Strasbourg/Baden-Baden 1961.
- Anton Webern. Einführung in Werk und Stil (= Kontrapunkte 5), P. J. Tonger, Rodenkirchen 1961. Engl. Übersetzung, translated by Humphrey Searle, Faber and Faber, London 1968.
- Singen. Hören. Schreiben. Eine praktische Musiklehre = Bausteine für Musikerziehung und Musikpflege, B. Schott's Söhne, Mainz 1963.
- Antonio Vivaldi. 1678-1741. Leben und Werk. Breitkopf & Härtel, Wiesbaden 1965.
- Georg Muffat zur Aufführungspraxis (= Collection d’études musicologiques / Sammlung musikwissenschaftlicher Abhandlungen, 50). Valentin Koerner, Baden-Baden 1970 (2. Auflage).
- Das Buch der Violine. Geschichte, Spiel, Pädagogik, Komposition, Atlantis, Zürich und Freiburg i. Br. 1972 (2. Auflage 1978).
- Anton Webern. Genesis und Metamorphose eines Stils (= Österreichische Komponisten des XX. Jahrhunderts, 19). Elisabeth Lafite/Österreichischer Bundesverlag, Wien 1974.
- Die Kunst der Fuge. Mythen des 20. Jahrhunderts (= Taschenbücher zur Musikwissenschaft, 42), 5 Bände in 4 Teilen. Heinrichshofen, Wilhelmshaven 1977, ISBN 3-7959-0178-2.
- Antonio Vivaldi, Dokumente seines Lebens und Schaffens (= Taschenbücher zur Musikwissenschaft, 50). Heinrichshofen, Wilhelmshaven 1979, ISBN 3-7959-0273-8.
- Schule des Generalbaßspiels. Teil I: Die Instrumentalmusik Teil II: Die Vokalmusik (2 Bände), Heinrichshofen, Wilhelmshaven 1983–1984.
- Harmonielehre für Geiger (= Musikpädagogische Bibliothek, 29), Heinrichshofen, Wilhelmshaven, 1984.
- Lübbes Vivaldi-Lexikon. Lübbe, Bergisch Gladbach 1984.
- Johann Sebastian Bach Leben, Werk und Nachwirken in zeitgenössischen Dokumenten, Noetzel, Wilhelmshaven 1991.
- Johann Sebastian Bach. Lebensbilder. Eingeleitet von Dietrich Fischer-Dieskau. Lübbe, Bergisch Gladbach 1984, ISBN 3-7857-0382-1.
- Lübbes Bach-Lexikon (= Bastei-Lübbe-Taschenbuch, 61288), Lübbe, Bergisch Gladbach 1994, ISBN 3-404-61288-4.
- Musikinstrumentenkunde. Ein Studien- und Prüfungshelfer. Heinrichshofen, Wilhelmshaven, ISBN 3-7959-0159-6.
- Geschichte der Musik. Ein Studien- und Prüfungshelfer. Heinrichshofen, Wilhelmshaven, ISBN 3-7959-0157-X.
- Schule des Generalbassspiels. Teil I: Die Instrumentalmusik. Ersterscheinung 1983, Heinrichshofen, Wilhelmshaven, ISBN 3-7959-0332-7.
- Singen nach Noten. Praktische Musiklehre für Chorsänger zum Erlernen des Vom-Blatt-Singens (hrsg. mit Karl Heinz Schmitt), 2 Bände. B. Schott'S Söhne, Mainz, ISBN 3-7957-2556-9 und ISBN 3-7957-2557-7.